# هاشم طه شلاش
هاشم طه شلاش النعيمي ، محقق ولغوي وكاتب عراقي

## سيرته
كان الاستاذ الدكتور هاشم طه إسماعيل شلاش النعيمي 1934 - 2010 من علماء اللغة العربية ونحاتها في العراق رحمه الله وقد توفي يوم 22 شباط سنة 2010 ....عمل رئيسا لقسم اللغة العربية في كلية التربية -ابن رشد -جامعة بغداد واشرف على رسائل واطروحات عديدة وله كتب ودراسات اغنت الدراسات اللغوية في العراق عرفناه استاذا فذا من كتبه:«المهذب في علم الصرف» و«معجم الافعال المتعدية واللازمة» و«قواعد اللغة العربية» و«الزبيدي وتاج العروس» و«دراسة في مختار الصحاح» و«اوزان الفعل ومعانيها» و«معجم الافعال الواوية -اليائية» و«الادواء والادوية في معجم تاج العروس» وله كم كبير من البحوث والدراسات والمقالات حول تطور التأليف المعجمي عند العرب والجمع بين لغتين في كلام العرب وشرح منظومة الافعال التويني وشعر قيس بن عاصم المنقري وما قيل في كلمة اشياء وما ورد في بناء افعوعل من كلام العرب وكتاب الموفقي في النحو لابن كيسان والمطاوعة حقيقتها واوزانها وضمرة بن ضمرة النهشلي والمسائل السفرية في النحو لابن هشام الانصاري..الاستاذ الدكتور هاشم طه شلاش من مواليد مدينة الرمادي 1934.....ثمين بطلبته ان يتذكروا استاذهم ويقوموا بجمع تراثه وانجازاته ودراسته وتحليله ووضعه في مكانه الذي يستحق.
يجيد اللغتين العربية والإنكليزية، ويعرف شيئاً من الألمانية.
وفي لقاء له مع الدكتور فهد السنيدي ذكر أنه تعلم اللغة الفارسية.